# Rybulozo-5-fosforan
Rybulozo-5-fosforan – organiczny związek chemiczny, ester kwasu fosforowego z grupą hydroksylową OH znajdującą się przy atomie węgla nr 5 rybulozy (cukru z grupy ketoz).
Jest to metabolit i związek wyjściowy szlaku pentozofosforanowego. W szlaku tym rybulozo-5-fosforan zostaje przekształcony w rybozo-5-fosforan będący jego izomerem (aldozą).